# Команданте (фильм)
«Команданте» (англ. Comandante) — документальный фильм режиссёра Оливера Стоуна о Фиделе Кастро.

## Сюжет
Действующих лиц всего два: американский режиссёр и сценарист Оливер Стоун, трёхкратный лауреат премии «Оскар», и многолетний руководитель Кубы Фидель Кастро. Фильм является большим интервью с 77-летним вождём Кубинской революции.

## Прокат
Фильм был выпущен при участии оператора кабельного телевидения HBO и планировался к показу в сети HBO. Однако, непосредственно перед планируемым выпуском фильма, на Кубе были приговорены к смерти три человека, захвативших паром в США, а также заключены в тюрьму более 70 диссидентов. В связи с этим HBO отменила показ фильма. В результате премьера фильма состоялась на фестивале «Сандэнс» в 2003 году; также фильм был показан на фестивале в Санта-Барбаре в 2010 году.

## В ролях
| Актёр         | Роль               |
| ------------- | ------------------ |
| Фидель Кастро | в роли самого себя |
| Оливер Стоун  | в роли самого себя |
| Хуанита Вера  | в роли самой себя  |